# Хайнрихс, Вольфхарт
Вольфхарт Хайнрихс (нем. Wolfhart Heinrichs, 3 октября 1941, Кёльн, Нацистская Германия — 23 января 2014) — германо-американский лингвист, филолог, переводчик, профессор арабского языка в Гарвардском университете. Один из главных редакторов второго издания фундаментальной «Энциклопедии ислама».

## Биография
Вольфхарт Хайнрихс родился 3 октября 1941 года в семье учёных. Его отец, Маттиас Хайнрихс, занимал должность профессора истории античной Германии в Гисенском университете и Свободном университете Берлина, а мать, Анна Хайнрихс, преподавала древнескандинавский язык, к моменту смерти в возрасте 80 лет занимая должность профессора Свободного университета.
Среднее образование Вольфхарт получил в гимназии имени Фридриха Вильгельма (нем. Friedrich-Wilhelm-Gymnasium) в Кёльне, после чего поступил на факультет арабского языка и исламоведения Кёльнского университета. На следующий год он отправился в Лондон, где поступил в Школу востоковедения и африканистики Лондонского университета, обучаясь также в университетах Франкфурта и Гисена. Среди его учителей были такие известные учёные как Вернер Каскель, Гельмут Гётье, Р.Б. Сержант, Рудольф Зельхайм и Эвальд Вагнер. В 1967 году Вольфхарт защитил диссертацию на PhD на тему «Отражение „Поэтики“ Аристотеля в поэзии Хазима аль-Картаджани» и отправился в Бейрут, где проходил практику в Институте востоковедения.
В 1968—1977 годах Хайнрихс обучал студентов в Гисенском университете, при этом работая приглашённым лектором в Гарвардском университете. В 1978 году он покинул Германию и был принят на работу в качестве штатного лектора Гарварда. В 1989 году Хайнрихса пригласили выступить в качестве соредактора второго издания «Энциклопедии ислама», для которой он написал более 50 статей. Семь лет спустя Хайнрихс сменил Мусина Махди на должности профессора арабского языка имени Джеймса Ричарда Джеветта. В 2008 году в честь Вольфхарта был выпущен фестшрифт, в написании которого приняли участие такие учёные как Майкл Куперсон, Тьерри Бьянки, Беатрис Грюндлер и другие.
Вольфхарт Хайнрихс неожиданно скончался 23 января 2014 года.

## Научные исследования
В 1967 году вместе с турецким востоковедом Фуатом Зенгином Вольфхарт стал редактором 12-томного труда, который получил название «Geschichte des arabischen Schrifttums» (с нем. — «История арабского писания»). Рецензенты называли его фундаментальным, монументальным и грандиозным проектом. Каждый из томов посвящён отдельной теме в арабистике: поэзии, лексикографии и пр.
По словам историков Авингана Ноя и Халида эр-Русайниба, Хайнрихс был большим любителем языков. Помимо родного немецкого и арабского на профессиональном уровне, он владел английским, французским, русским, греческим, латынью, ивритом, арамейскими, сирийским, геэзом, фарси, турецким и другими языками. В последние годы своей жизни он изучал мбараквенго, распространённый в Южной Африке, пытаясь при этом поделиться своими знаниями с другими. Для Вольфхарта интерес к языку одновременно означал интерес и сочувствие к истории, идеям и культуре тех народов, что его использовали. В интерпретации исторических текстов его главной принципом была традиция немецкой науки «Sitz im Leben», что говорит о взаимосвязи социального и культурного контекста. В своей статье «On the Genesis of the Ḥaqīqa-Majāz Dichotomy» Хайнрихс напрямую ссылается на этот принцип, рассказывая о том как арабский термин «маджаз» со временем поменял свой смысл и окрас из-за того, что ранние богословы пытались понять смысл явных антропоморфизмов в Коране.
В своей короткой работе «The hand of the northwind» (с англ. — «Рука северного ветра») 1977 года Вольфхарт прослеживает эволюцию понятия «метафора», как позволяющего приписывать нечто, что отсутствует у предмета для обозначения того, что он первоначально не означал. По словам Хайнрихса, это обуславливается тем, что внимание средневековых арабских литературоведов смещается с домусульманской арабской поэзии на «стилистическую неповторимость» священной книги.

## Семья
В 1987 году Хайнрихс женился на преподавательнице арабского языка Альме Гизе, которая пережила своего мужа. Детей у пары не было, но было девять домашних животных — кролики, крысы, морская свинка, кошки.

## Жизненный принцип
По словам Вольфхарта, его жизненный принцип отображало переведённое им же с английского стихотворение средневекового арабского поэта Ибн Фариса:
«Как дела?» — спросили они, и я ответил: «Неплохо,

одно желание исполняется, но многие проходят мимо меня».

Когда печали теснят моё сердце, я говорю:

Может быть, когда-нибудь печаль утихнет!

Мой спутник — это мой кот, а радость моего сердца —

это тетради, которые у меня есть, и моя любимая лампа